# Океаніди

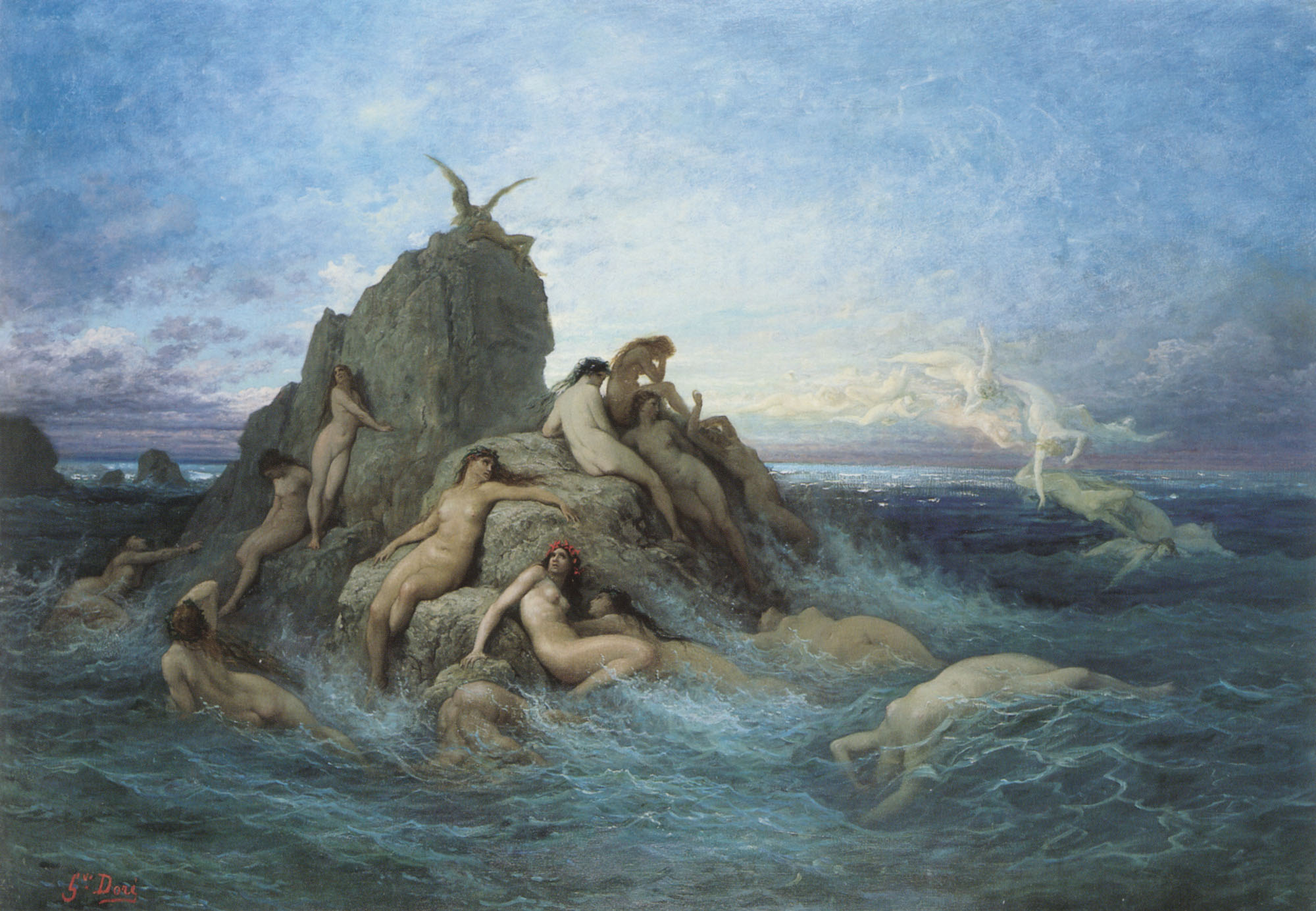
Океаніди. Густав Доре, 1860-ті

У грецькій міфології, Океаніди (дав.-гр. Ὠκεανίδες, pl. of Ὠκεανίς) — давньогрецькі німфи-покровительки морських подорожей. Доньки титанів Океана і Тетії, налічувалося до трьох тисяч океанід. 

## Символіка та ролі
Як і решта родини, океаніди асоціювалися з водою, уособлюючи джерела. Батько Океан був великою споконвічною рікою, яка оточувала світ, мати Тетія — богинею моря, а брати Потамої (також три тисячі) — уособлення великих річок світу.  Гесіод каже, що вони "розкидані далеко і впоперек" і скрізь "служать землі і глибинним водам"  а в "Аргонавтика" Аполонія Родоського, аргонавти, що опинилися в пустелі Лівії, просять "німф, священні раси Океану" показати їм джерело води зі скелі або священний потік, що б'ється з землі. 
Океаніди не завжди обмежуються однією роллю  і не обов'язково пов'язуються з водою.  Хоча більшість німф вважалися другорядними божествами, багато океанід були значущими фігурами. Метіда, уособлення інтелекту, була першою дружиною Зевса. Океаніда Доріда, як і мати Тетія, була важливою богинею моря.  У той час як їхні брати Потамої були звичними уособленнями великих річок, Стікс (за Гесіодом найстарша і найважливіша з океанід) також уособлювала підземну ріку в царство мертвих.  А деякі, як Європа та Азія, здаються асоційованими з районами суші, а не води. 
Як і Метіда, океаніди також були у шлюбах (чи партнерствах) з багатьма богами, народжували богів і богинь.  Доріда у союзі з богом моря Нереєм народилва п’ятдесят морських німф, Нереїд.  Стікс була одружена з титаном Палласом, мати Зелоса, Ніки, Кратоса і Біа.  Евринома, третя дружина Зевса, породила Харит .  Клімене від титана Япета народила Атланта, Менетія, Прометея і Епіметея.  Електра у шлюбі з морським богом Тавмантом стала матір'ю Іриди і Гарпії.  Інші відомі океаніди: Перса, дружина титана сонячного бога Геліоса та матір Цирцеї і Еети, царя Колхіди;  Ідія, дружина Еети і мати Медеї ;  та Каллроя, дружина Хрісаора та мати Геріона. 
Океаніди описані в трагедії "Прометей закутий ", де зі своєї підземної печери втішали прикутого титана Прометея.  Також океаніди були супутницями Персефони, коли її викрав Гадес. 

## Імена
Гесіод називає 41 океанід, за іншими давніми джерелами подано ще більшу їх кількість. Деякі океаніди були, ймовірно, назвами реальних джерел, тоді як інші — поетичний винахід. Деякі імена океанід відповідали речам, які батьки бажали своїм дітям: Плутон ("Багатство"), Тюхе ("Доля щастя"), Ідія ("Знання") та Метіда (" Мудрість"). Інші були географічними епонімами, як-от Європа, Азія, Ефіра (Коринф) та Родос (Родос).

## Культ

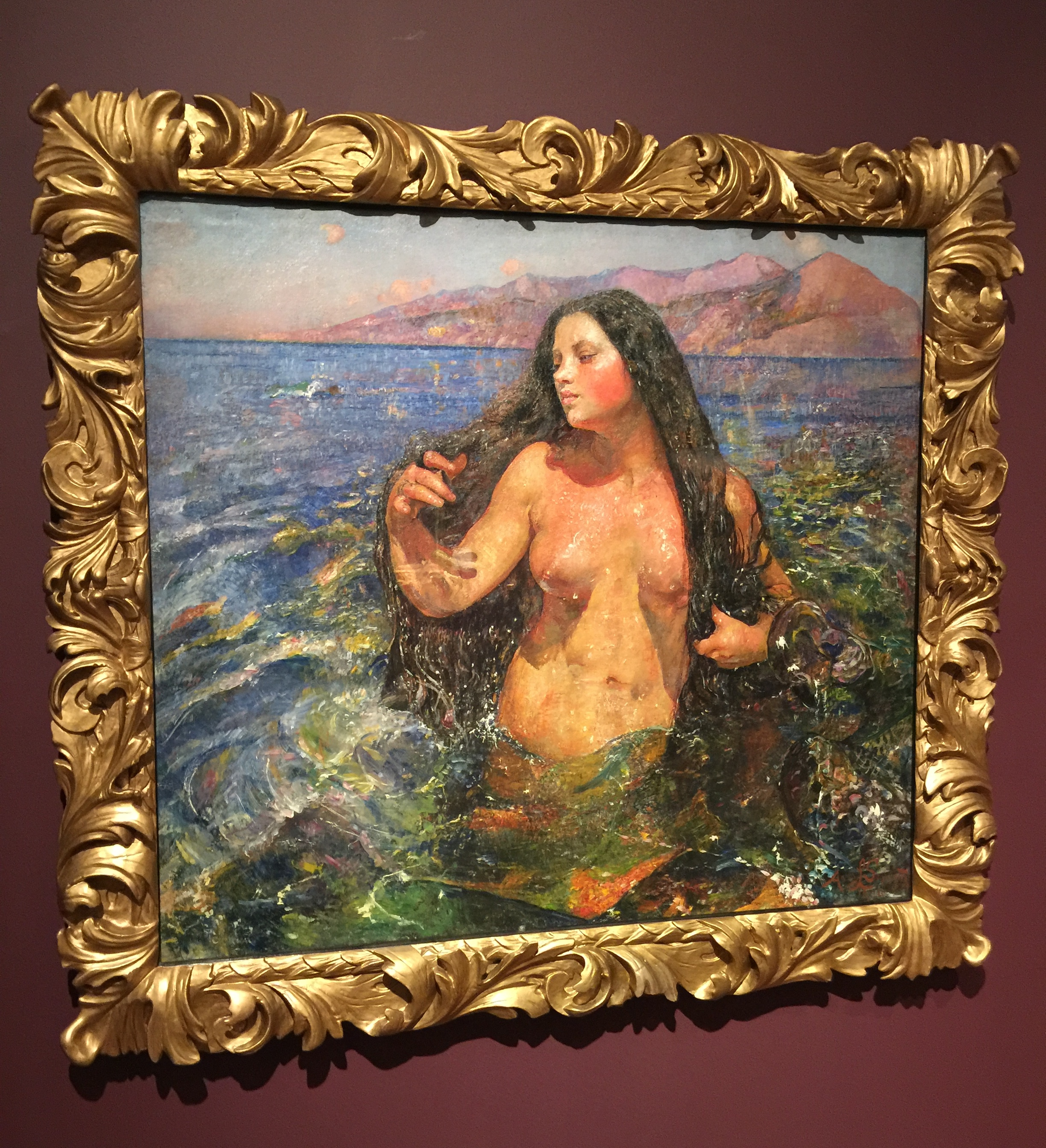
Океаніда, Енні Свіннертон

Моряки вшановували і поклонялися океанідам, присвячуючи їм молитви та жертви. До них зверталися з метою захисту від штормів та інших морських небезпек. Перш ніж почати свою легендарну подорож до Колхідів у пошуках Золотого Руна, аргонавти принесли борошно, мед та дари моря океанським божествам, а також принесли в жертву биків і цим просити їх про захист від небезпек під час подорожі. 

## У мистецтві
Сібеліус написав оркестрову симфонічну поему під назвою Aallottaret ( Океаниди ) в 1914 році. 
Народжена в Манчестері художниця Енні Свіннертон, перша жінка, прийнята в Королівську академію в 1922 році, написала полотно 'Океаніда' незадовго до 1908 року. На картині зображена сильна, неідеалізована жіноча фігура, яка поєднується з природою, типовою для багатьох зображень Свіннертон.